# Joakim Danckwardt
Joakim Danckwardt, född 8 september 1565 i Lübeck, död 16 maj 1648 i Nyköping, var en svensk affärsman, industriidkare och ämbetsman. 
Danckwardt föddes i Lübeck som son till handelsmannen och borgaren Henrik Danckwardt och Catharina. Vid faderns död 1577 flyttade han till Nyköping, där han efter handelslära arbetade hos olika handelsmän. Omkring 1587 började han driva egna affärer med export av spannmål, hudar och järn och import av salt, tyger och specerier för hovet och adeln. År 1610 blev han rådman i Nyköping, och valdes 1614 till stadens politieborgmästare. När änkedrottning Kristina gjort Nyköping till sin residensstad blev Danckwardt en av hovets största leverantörer. Inom ramen för sina affärer med drottningen arrenderade han 1625 drottningens uppbörder i Östernärke och Västernärke, samt många statsinkomster, till exempel oxtullen i Örebro (lilla tullen) och allt fiske under Nyköpingshus. Hans dominerande ställning i Nyköping berodde på hans verksamhet som landets främste bankir. 
Från 1620-talets början ägnade sig Danckwardt åt bruksrörelsen; 1622 övertog han tillsammans med Evert Hoos arrendet på Södermanlands viktigaste styckebruk Bränn-Ekeby bruk, och hade del i anläggandet av Nävekvarns bruk. Efter 1627 lyckades Willem de Besche med Louis De Geers hjälp konkurrera ut Danckwardt från Södermanlandsbruken. Icke desto mindre ägnade han sig på ålderdomens höst fortfarande åt bruksrörelsen, bland annat grundlade han järnbruken Virå och Norshammar. 
Joakim Danckwardt ligger begravd i Sankt Nicolai kyrka.